# Trey Songz

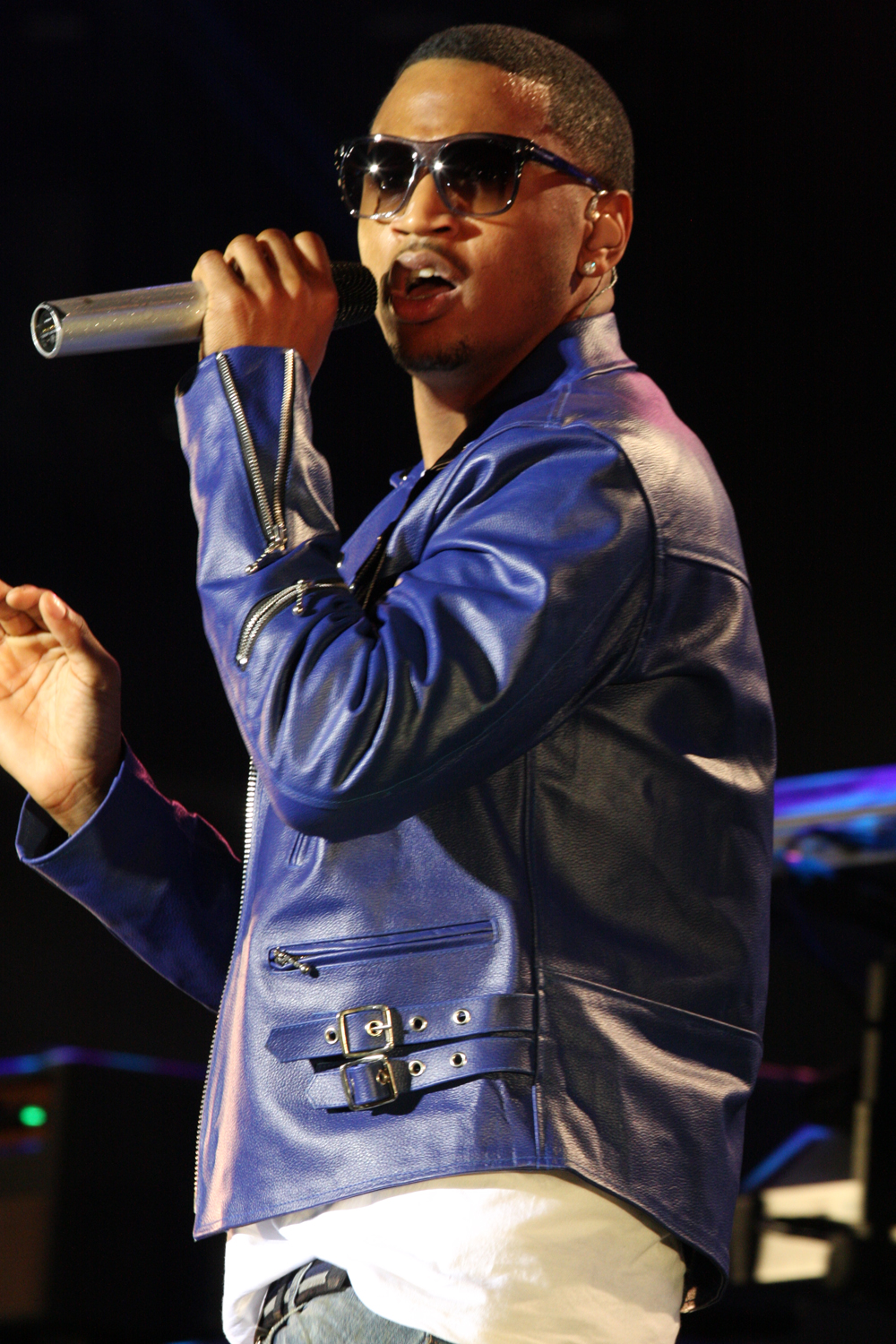
Trey Songz (2012)

Trey Songz (* 28. November 1984 in Petersburg, Virginia; eigentlicher Name Tremaine Aldon Neverson) ist ein US-amerikanischer R&B-Sänger und Rapper. Seine Einflüsse kommen unter anderem von R&B-Legenden wie Smokey Robinson, Aretha Franklin und R. Kelly.

## Leben

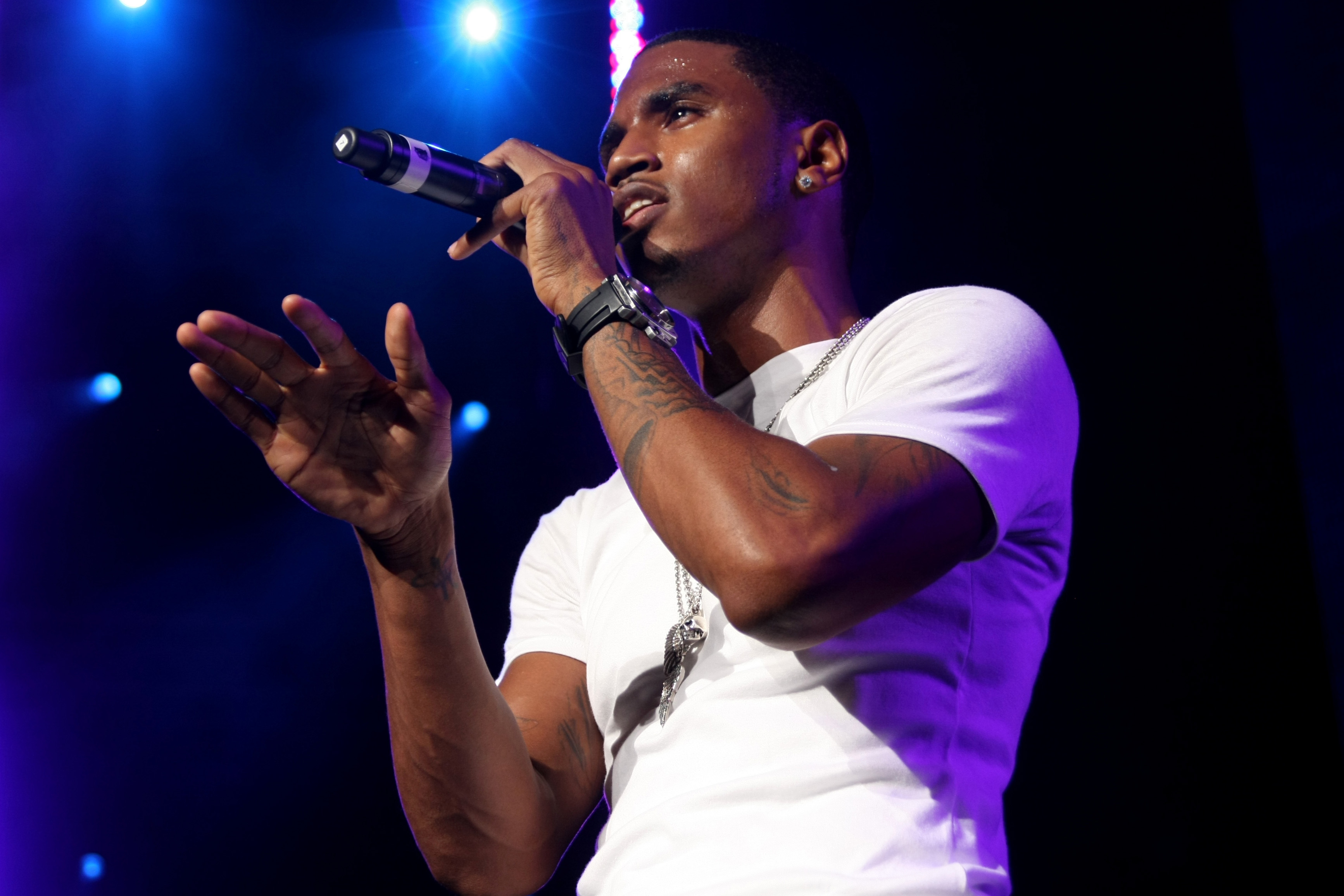
Trey Songz (2010)

Trey Songz kam durch den Einfluss seiner Mutter als 14-Jähriger zur Musik. Er nahm an einer lokalen Talentshow teil und gewann. Im Alter von 15 Jahren lernte er seinen Mentor und Produzenten Troy Taylor kennen, der ihm auch zu seinem Album-Debüt I Gotta Make It verhalf. Es erschien im Jahr 2005 beim Label Atlantic Records und erreichte in den US-Billboard-Charts Platz 20 und wurde 300.000 Mal verkauft. Während seine ersten Singles Gotta Make It, Gotta Go und Wonder Woman noch nicht die Top 20 der US-Billboard-Hot-100-Charts erreichten, konnte er mit Can’t Help but Wait, welches die zweite Auskopplung seines zweiten Albums Trey Day war, den 14. Platz belegen.
Sein drittes Album Ready ist seit dem 31. August 2009 auf dem Markt und verkaufte sich bis dato 450.000 Mal. Ready gilt als sein Durchbruch, was man auch an den Chartplatzierungen erkennen kann. Mit dem Album erreichte er Platz 3 in den US-amerikanischen Billboard 200 Charts und Platz 2 in den US-amerikanischen RnB-Charts. Die erste Singleauskopplung I Need a Girl, welche von Stargate produziert wurde, stieg in den Charts auf Platz 59. Die zweite Single Successful (feat. Drake), welche auch auf dem Mixtape von Drake So Far Gone vorhanden ist, stieg in den Charts auf Platz 17. Die dritte Single LOL :-), in der die Rapper Gucci Mane und Soulja Boy gefeaturet werden, kam in den Charts auf Platz 51. Die vierte Single I Invented Sex erreichte Platz 42, jedoch in den RnB-Charts Platz 1. Somit war I Invented Sex die erste Nummer-Eins-Platzierung in den RnB-Charts für Trey Songz. Say Aah (feat. Fabolous), welche die Fortsetzung von I Invented Sex ist, konnte an diesen Erfolg anknüpfen und erreichte Platz 9, sowie in den R&B-Charts Platz 3. Somit war Say Aah bis 2010 Treys erfolgreichste Single.
Neighbors Know My Name, die sechste Single von Ready, erreichte in den Billboardcharts Platz 43. Die siebte Single, Yo Side of the Bed, in dessen Musikvideo Keri Hilson einen Cameo-Auftritt hat, erreichte Platz 80.
Unter anderem sang er den Song Takes Time to Love zu dem Film Shopaholic-Die Schnäppchenjägerin. Auch ist Trey, wie schon in Step Up 2 The Streets, mit Can’t Help but Wait im neuesten Film der Reihe Step Up 3D mit dem Song Already Taken vertreten.
Im Jahr 2009 erhielt Songz seine erste Grammy-Award-Nominierung für die Single Can't Help but Wait in der Kategorie „Best Male R&B Vocal Performance“ in der 51. Grammy Award Show, die im Februar 2009 stattfand. Auch 2010 war Trey Songz nominiert für den Grammy in der Kategorie Contemporary R&B Album – der Grammy ging jedoch an Beyoncé Knowles.
Trey Songz ist außerdem Mitglied in der RnB/Hip-Hop-Band Ocean’s 7, zu denen Jermaine Dupri, Nelly, Usher, Johntá Austin, Bryan Michael Cox, Tyrone Davis und eben Trey Songz zählen.
Trey Songz ist ebenfalls bekannt für sein Wort „Yup“, welches er auch in vielen seiner Songs mit einbaut.
Das Jahr 2010 offenbarte für Trey einen weiteren Erfolg, als er beim amerikanischen MTV Unplugged auftreten durfte. Am 14. September 2010 erschien sein viertes Studioalbum mit dem Titel Passion, Pain & Pleasure. Es stieg auf Platz 2 der Billboard 200 ein und ist damit sein bislang erfolgreichstes Album. Trey Songz hat Nicki Minaj auf ihrer The Pinkprint Tour durch Europa begleitet.

## Diskografie
Studioalben

| Jahr | Titel                    | Höchstplatzierung, Gesamtwochen, AuszeichnungChartplatzierungen (Jahr, Titel, Platzierungen, Wochen, Auszeichnungen, Anmerkungen) | Höchstplatzierung, Gesamtwochen, AuszeichnungChartplatzierungen (Jahr, Titel, Platzierungen, Wochen, Auszeichnungen, Anmerkungen) | Höchstplatzierung, Gesamtwochen, AuszeichnungChartplatzierungen (Jahr, Titel, Platzierungen, Wochen, Auszeichnungen, Anmerkungen) | Höchstplatzierung, Gesamtwochen, AuszeichnungChartplatzierungen (Jahr, Titel, Platzierungen, Wochen, Auszeichnungen, Anmerkungen) | Anmerkungen                                                    |
| Jahr | Titel                    | DE | CH | UK | US | Anmerkungen                                                    |
| ---- | ------------------------ | --- | --- | --- | --- | -------------------------------------------------------------- |
| 2005 | I Gotta Make It          | — | — | — | US20 (26 Wo.)US | Erstveröffentlichung: 26. Juli 2005                            |
| 2007 | Trey Day                 | — | — | — | US11 Gold · (23 Wo.)US | Erstveröffentlichung: 1. Oktober 2007 Verkäufe: + 500.000      |
| 2009 | Ready                    | — | — | — | US3 Platin · (58 Wo.)US | Erstveröffentlichung: 31. August 2009 Verkäufe: + 1.000.000    |
| 2010 | Passion, Pain & Pleasure | — | — | — | US2 Platin · (35 Wo.)US | Erstveröffentlichung: 14. September 2010 Verkäufe: + 1.000.000 |
| 2012 | Chapter V                | — | — | UK10 (3 Wo.)UK | US1 Gold · (27 Wo.)US | Erstveröffentlichung: 21. August 2012 Verkäufe: + 500.000      |
| 2014 | Trigga / Trigga Reloaded | DE43 (1 Wo.)DE | CH25 (1 Wo.)CH | UK17 Silber · (3 Wo.)UK | US1 Platin · (72 Wo.)US | Erstveröffentlichung: 1. Juli 2014 Verkäufe: + 1.085.000       |
| 2017 | Tremaine – The Album     | — | CH83 (1 Wo.)CH | UK40 (1 Wo.)UK | US3 Gold · (18 Wo.)US | Erstveröffentlichung: 24. März 2017 Verkäufe: + 500.000        |
| 2020 | Back Home                | — | — | — | US15 (4 Wo.)US | Erstveröffentlichung: 9. Oktober 2020                          |